# Христо
Хрѝсто е име, носено от 65 000 българи (1,8% от мъжкото население). То е шестото най-разпространено мъжко име в България.
- Христо Ботев
- Христо Матов
- Христо Татарчев
- Христо Узунов
- Христо Георгиев
- Христо Попантов
- Христо Занешев
- Христо Стефанов (свещеник)
- Христо Делчев
- Христо Върбенов
- Христо Сугарев
- Христо Светиев
- Христо Силянов
- Христо Чернопеев
- Христо Стоичков
- Христо Смирненски
- Христо Караманджуков
- Христо Христов
- Христо Шалдев
- Христо Попов
- Христо Цветков
- Христо Мутафчиев
- Христо Гърбов
- Христо Бонин
- Христо Кърпачев
- Христо Коцев
- Христо Йовов
- Христо Ясенов
- Христо Станишев
- Христо Янев
- Христо Проданов
- Христо Шопов
- Христо Фотев
- Христо Чешмеджиев
- Хаджи Христо Българин
- Хаджи Христо Рачков